# Лодыгино (Галичский район)
Лодыгино — деревня в Степановском сельском поселении Галичского района Костромской области России.

## История
Согласно Спискам населенных мест Российской империи в 1872 году деревня относилась к 1 стану Галичского уезда Костромской губернии. В ней числилось 10 дворов, проживало 37 мужчин и 38 женщин.
Согласно переписи населения 1897 года в деревне проживало 113 человек (37 мужчин и 76 женщин).
Согласно Списку населенных мест Костромской губернии в 1907 году деревня относилась к Вознесенской волости Галичского уезда Костромской губернии. По сведениям волостного правления за 1907 год в ней числилось 23 крестьянских двора и 136 жителей. Основными занятиями жителей деревни, помимо земледелия, были малярный и плотницкий промыслы.
До муниципальной реформы 2010 года деревня входила в состав Толтуновского сельского поселения.

## Население
| 1872 | 1897 | 1907 | 2008 | 2010 | 2012 | 2014 |
| ---- | ---- | ---- | ---- | ---- | ---- | ---- |
| 75   | ↗113 | ↗136 | ↘0   | →0   | →0   | →0   |